# Terence Flanagan

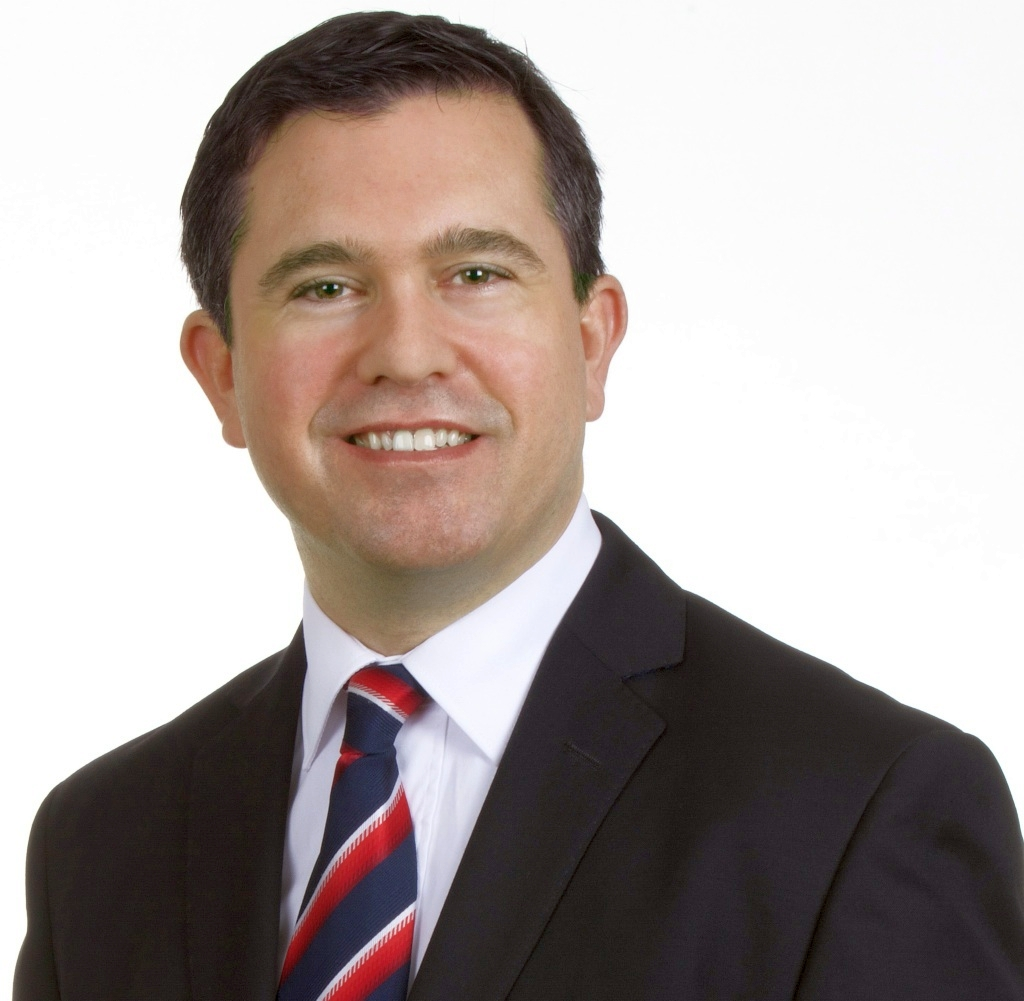
Terence Flanagan

Terence Flanagan (* 1. Januar 1975) ist ein irischer Politiker und von 2007 bis 2016 Abgeordneter im Dáil Éireann.
Flanagan studierte Rechnungswesen und Betriebswirtschaftslehre an der Dublin Business School und war als Rechnungsprüfer tätig. Vor seiner Wahl in den Dáil Éireann arbeitete er für mehrere Jahre im Bankwesen.
Flanagan wurde 2007 für die Fine Gael in den 30. Dáil Éireann gewählt. Zuvor war er vier Jahre als Mitglied des Dublin City Council tätig. In dieses war er Oktober 2003 hinzugewählt worden, um Richard Bruton zu ersetzen. 2004 bestätigte man Flanagan bei den Wahlen zum Dublin City Council im Amt.